# Concierto mágico (película)
Concierto mágico es una película española de género melodrama musical estrenada en 1953, escrita y dirigida por Rafael J. Salvia y protagonizada por José María Rodero y Mercedes Monterrey.

## Sinopsis
El músico Andrés Vidal compone un concierto que parece suscitar una serie de tragedias, hasta que conoce a Felisa, la ahijada de su tío Antonio.

## Reparto
- José María Rodero
- Mercedes Monterrey
- José Calvo
- Rafael Luis Calvo
- Joan Capri
- Ramón de Larrocha
- Fortunato García
- Luis Induni
- Juan Monfort
- Consuelo de Nieva
- Antonio Picazo
- Joan Pich Santasusana
- Leopoldo Querol
- Elvira Quintillá